# Alyz Henrich
Alyz Henrich   (Punto Fijo, 19 d'octubre de 1990) és una model, reina de la bellesa, ecologista i advocada humanitària veneçolana.
Va representar l'estat de Falcón al concurs de bellesa de Miss Veneçuela 2012, on va ser coronada Miss Terra Veneçuela. El 7 de desembre, Henrich va ser coronada Miss Terra 2013 a les Filipines. És la segona guanyadora de Miss Terra de Veneçuela, junt amb Alexandra Braun, i va ser entrenada per Osmel Sousa, president de l'Organització de Miss Veneçuela. En guanyar la corona de Miss Terra, Veneçuela es va convertir en el país que ha guanyat més vegades els grans concursos de bellesa internacional, el Big Four (Miss Món, Miss Univers, Miss Internacional i Miss Terra).
Actualment, resideix a Nova York, on desenvolupa la seva carrera de model. Des de 2016, junt amb Julio Cruz, és la directora de l'Organització Miss Terra Veneçuela, franquícia veneçolana per al certamen Miss Terra.

## Biografia

### Joventut i inicis de la seva carrera
Alyz Henrich va néixer a Punto Fijo, una ciutat caribenya situada a l'oest de Veneçuela. Els seus inicis en el món dels concursos de bellesa van començar quan va participar en els carnaval del municipi Los Taques, en l'estat Falcón i en la «Fira del Meló» celebrat a la península Paraguana, on és originària. Amb només setze anys es va mudar a Itàlia per continuar la seva carrera de model. Després de tornar a Veneçuela, va residir a la ciutat de Maracaibo, on va fer de professora de passarel·la. Alyz és llicenciada en Comunicació Social per la Universitat Rafael Belloso Chacín. A més del castellà, també parla italià i anglès.

### Miss Veneçuela 2012
Alyz Henrich va representar a l'Estat Falcón en el Miss Veneçuela 2012, on va competir amb altres 23 candidates de diferents zones de país. Henrich va obtenir la banda de Miss Terra Veneçuela i es converteix la representant de Veneçuela en el Miss Terra 2013. Alyz és la primera Miss Falcón autòctona en arribar al quadre final de Miss Veneçuela i obtenir una banda de representació internacional.

### Miss Terra 2013
| « | Tothom som responsables de la destrucció de la natura. Hem de ser conscients i tenir cura de la Mare Terra. Salvem la terra! | » |
| — Alyz Henrich, quan se li pregunta sobre la contribució de l'ecoturisme en relació amb la protecció del medi ambient durant la part de preguntes i respostes de Miss Terra 2013. | |   |

Com a part de les seves responsabilitats com Miss Terra Veneçuela, Alyz va representar a Veneçuela en el Miss Terra 2013. La final es va celebrar el dia 7 de desembre a Manila (Filipines). Henrich va competir amb altres 88 candidates de diferents països i territoris autònoms pel títol de Miss Terra que tenia la txeca Tereza Fajksová. A la fi de la vetllada es va coronar com la nova Miss Terra sent la segona vegada de la història que Veneçuela guanya aquest títol de bellesa. Segons la pàgina web de Miss Terra, la seva defensa ambiental per Veneçuela és treballar i donar suport a la recollida de les deixalles a l'arxipèlag de Los Roques per mantenir netes les aigües d'aquestes illes. Va dir que ja ho fa a l'edat de dotze anys. Cal destacar que la participació d'Alyz ha estat una de les més reeixides, ja que Henrich va rebre nombrosos premis abans de la nit final, tant dels patrocinadors com de l'organització del concurs.
El desembre de 2013, Alyz torna a Veneçuela per passar el Nadal amb la seva família, però no va fer cap aparició pública. Henrich va ser convidada a un programa local, Bandila, on va dir que estava realment preparada per al seu regnat. També va ser convidada a un canal per cable local de notícies, ABS-CBN News Channel, juntament amb les seves reines elementals, on se les va preguntar sobre el concurs i les seves respectives vocacions.
El 15 de febrer del 2014, Henrich fa la seva primera aparició en la pantalla veneçolana després d'haver obtingut la corona del certamen dedicat a la conservació de la Terra, i va ser homenatjada en una cerimònia que va oferir Súper Sábado Sensacional a Venevisión.
Henrich va ser convidada especial per participar en la setena conferència anual anomenada «Let 's Take Care of the Planet» una conferència juvenil per al medi ambient i la biodiversitat de l'Organització de les Nacions Unides que s'efectua a la ciutat d'Hurghada (Egipte) del 7 a l'1 de març, on pronunciar un discurs durant la cerimònia d'obertura de la conferència.
El 7 de març, va ser la moderadora per al Festival de l'Aldea Global amb els nens a la Universitat de Berlín. Alyz va entaular converses amb els delegats, patrocinadors i la premsa internacional sobre el medi ambient i la cultura, la biologia marina i les seves experiències com Miss Terra.
El 10 de març, Alyz va dirigir un taller per als nens sobre el reciclatge de residus a Abo Monkar, que és una illa protegida a la mar Roja, juntament amb Vodafone i HEPECA.
A principis de juny de 2014, Alyz va viatjar a Maurici per a la fase final Miss Terra Maurici 2014. Abans de la nit final, Henrich va anar a la conferència de premsa i va participar en diverses activitats mediambientals. El 7 de juny va coronar Anne Sophie Lalanne com la nova Miss Terra Maurici, acompanyada de Lolita Hoarau (Miss Terra Reunion 2014), i Virginie Dorza (Miss Terra Maurici 2013).
Després d'acabar els seus compromisos a les Illes Maurici, Alyz va viatjar a Illa de la Reunió per seguir treballant en les ecoactividadts. Alyz com a part dels seus atributs com Miss Terra, tenia previst visitar Tailàndia per a la coronació de Miss Terra Tailàndia 2014; però a causa de problemes de salut no va poder concretar el viatge. Katia Wagner, Miss Terra Aigua va ser l'enviada com a jurat al certamen tailandès.
El juliol de 2014 va aparèixer el rumor que Henrich volia ser destronada. Henrich va aclarir que encara era la Miss Terra i el motiu pel qual no va poder visitar alguns països va ser per la seva salut. Just després d'haver recuperat la seva força, el 3 de juliol, Henrich va dedicar l'esdeveniment anomenat «Moda por Sonrisas». Aquest esdeveniment és una desfilada de moda on els seus beneficis es destinen al tractament de càncer infantil, organitzada per la Fundación Amigos del Niño con Cáncer Zulia (Fundació Amics del Nen amb Cáncer Zulia). Henrich i la resta de models van lluir les últimes col·leccions de C&C Sleepwear, BequevéSwimwear, Fabiola Fontana, Dalila Gebrán Joyas, Guayabita i Erika Yelo en l'esmentat esdeveniment.
El 10 de juliol, Henrich va realitzar un anunci per a The Nature Conservancy. El vídeo tracta de l'ús adequat de l'aigua i es va veure a tota l'Amèrica Llatina per televisió i a tot el món a través dels llocs web de The Nature Conservancy i Cisneros i de les seves xarxes socials. El vídeo es va publicar el 26 de setembre.
En l'última setmana d'agost, Alyz va viatjar a Armenia (Colòmbia) per participar en la coronació de Miss Terra Colòmbia 2014. També va participar en nombroses activitats ambientals en diversos llocs, junt amb les candidates Miss Terra Colòmbia. Henrich va coronar Alejandra Villafañe com a guanyadora de Miss Terra Colòmbia el 2014.
Per al 13 de setembre, Alyz es trobava amb l'animadora veneçolana Mariela Celis presentant La Gala Interactiva de la Bellesa de Miss Veneçuela 2014. Henrich li va venir un gran record perquè, dos anys abans, a la Gala Interactiva de Miss Veneçuela 2012, es trobava com Miss Falcón buscant guanyar una de les respectives Bandes (aquella nit va obtenir Miss Bellesa Integral).
Per a finals de setembre, Alyz viatja per segona vegada a Egipte, on participa com a convidada especial i jutgessa en el certamen Miss Egipte (concurs que selecciona representants egípcies per a Miss Terra i altres certàmens internacionals). En aquell moment es va trobar amb Miss Terra 2012, Tereza Fajksová. Henrich i Fajksová van participar en la Marató verda de bicicletes organitzada per Let's Take Care of our Planet de les Nacions Unides, juntament amb l'Acadèmia àrab de Ciències, Tecnologies i Transport Marítim. Aquesta activitat dona suport a l'ecoturisme egipci com a part de la celebració del 10è aniversari de la Conferència de LTCP a Xarm el-Xeikh. Henrich va ser un dels jutges de la Missió Egipte 2014 de la coronació que va tenir lloc el cognom el 26 de setembre al Centre de Congressos Marítim Jolie Ville Sharm El Sheikh. Henrich va coronar la nova Miss Earth Earth, Nancy Magdy, al final de l'espectacle.
Finalment, el 29 de novembre de 2014, finalitza el seu regnat i entrega la corona a Jamie Herrell com Miss Terra 2014.
Durant el seu regnat, Alyz va viatjar a països com Egipte, Maurici, França, Illa Reunió, Estats Units d'Amèrica, Colòmbia; a part dels seus compromisos a les Filipines i la seva natal Veneçuela. Estava previst que Alyz visités Guinea Equatorial, Mongòlia, Puerto Rico i Bèlgica durant el seu regnat, però aquests viatges no es van realitzar.
El 1r d'agost de 2016, va ser una de les jutgesses de la final de Miss Terra Estats Units d'Amèrica 2016, celebrat al Schlesinger Concert Hall, Washington, D.C.